# 安東尼奧·魯卡維納
安東尼奧·魯卡維納（發音：[ǎntonio rukǎʋina]；1984年1月26日—）是塞爾維亞的一位已退役的職業足球運動員。他在場上的位置是後衛，最后效力於哈薩克超級足球聯賽球隊阿斯塔納。他也代表塞爾維亞國家足球隊參加國際賽事。